# Per Lindeströms väg

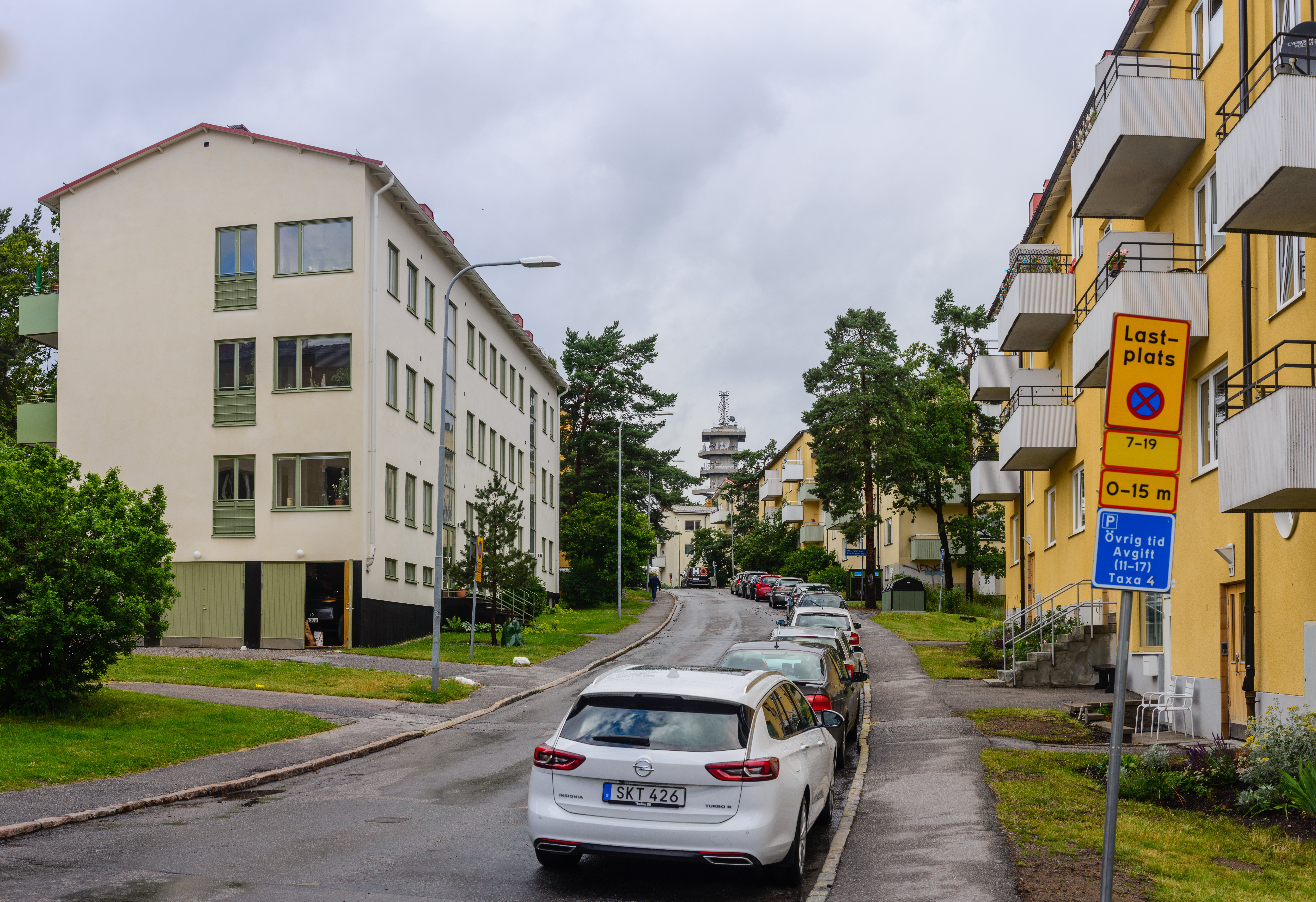
Per Lindeströms väg i juli 2020.

Per Lindeströms väg är en gata i Hammarbyhöjden i sydöstra Stockholm. Gatan är en smalhusstadsliknande väg med tidstypiska 1930- och 1940-tals hus och har postorten Johanneshov.
Gatan fick sitt namn 1942 efter den svenske officeren Pedher Lindheström. 